# Petricola bicolor
Petricola bicolor is een tweekleppigensoort uit de familie van de Veneridae. De wetenschappelijke naam van de soort werd in 1855 voor het eerst geldig gepubliceerd door George Brettingham Sowerby II.